# Nicolás Córdova
Nicolás Andrés Córdova San Cristóbal (* 9. Januar 1979 in Talca) ist ein chilenischer Fußballtrainer und ehemaliger Fußballspieler, der auf der Position des Mittelfeldspielers gespielt hat.

## Karriere
In der Saison 2001/2002 wechselte Córdova erstmals ins Ausland, und zwar zum AC Perugia. Seitdem war er bei verschiedenen italienischen Vereinen in der Serie-B und Serie-A beschäftigt. Im Sommer 2012 beendete er seine aktive Laufbahn im Trikot von Brescia Calcio, wo er seit 2010 unter Vertrag stand. Anschließend arbeitete er als Fußballtrainer. Zunächst war er ein Jahr bei CD Palestino in Chile tätig, ehe er die Santiago Wanderers betreute. Im Juli 2018 übernahm er den peruanischen Erstligisten Universitario de Deportes.
Für Chile kam Córdova in fünf Freundschaftsspielen zum Einsatz. Sein Debüt gab der Mittelfeldspieler am 30. April 2003 gegen Costa Rica. Nach seinen ersten drei Partien wurde Córdova über sieben Jahre lang nicht nominiert, erzielte dann am 10. August 2011 als Einwechselspieler beim 1:1-Unentschieden gegen Frankreich sein einziges Tor für das Nationalteam. Rund einen Monat später spielte Córdova sein fünftes und letztes Länderspiel.
Córdova ist Sohn des ehemaligen chilenischen Nationaltorhüters und Teilnehmers der Weltmeisterschaft 1982 Marco Antonio Cornez.